# بين باسترناك
بين باسترناك (بالإنجليزية: Ben Pasternak)‏ هو رائد أعمال أسترالي، ولد في 6 سبتمبر 1999 في سيدني في أستراليا.